# Grimualdo I de Benevento
Grimualdo I (610 — 671) foi duque de Benevento (651-662) e rei dos lombardos (662-671).

## Genealogia
Nascido provavelmente antes de 610, filho de Gisulfo II, duque do Friul e da Baviera e da princesa Ramilda, filha do duque Garibaldo I da Baviera. Ele sucedeu seu irmão Radoaldo (646-651) como duque de Benevento mas, antes disso, ele foi, juntamente com Radoaldo, regente de seu irmão adotivo mentalmente incapaz Ariolfo I de 642 à sucessão de Radoaldo (651). Ele se casou com a princesa Teodota, filha do rei lombardo Ariberto I. Deste casamento nasceram os seguintes filhos   :
- Romualdo I - (662-684) - Duque e depois co-duque de Benevento (684-687).
- Grimualdo II - (684-687) co-duque e depois Duque de Benevento (687-689).
- Gisulfo I - (689-706) - Duque de Benevento
- Garibaldo - Rei dos lombardos (671)[1]

## Reinado e guerras
Em 662, depois de ser chamado para ajudar o rei Godeberto em uma guerra com seu irmão, o rei Bertário, Grimualdo deu a seu filho mais velho Romualdo I (662-677) o ducado de Benevento e, removeu, com a ajuda de Garibaldo, duque de Turim, os obstáculos à sua realeza fraterna, assassinando Godeberto e forçando Bertário a fugir. Ele enviou Bertário, esposa e o filho Cuniberto para Benevento e assumiu o reino dos lombardos. Seguidamente a isso ele casou-se com Teodata, irmã de ambos (Godeberto e Bertário). Com isto ele provocou a um relacionamento direto com a dinastia Bávara que reinava sobre o Reino Lombardo desde os tempos de Teodolinda.
Suas proezas militares e sua habilidade no campo de batalha garantiram muitas vitórias nas guerras fronteiriças. Ele levou seus exércitos à vitória pessoal contra os bizantinos sob o imperador Constante II no cerco de Benevento, onde haviam sitiado o jovem Romualdo que estava noivo de Gisa, irmã do imperador. Romualdo, após a morte de Constante II, confundiu os bizantinos e durante a rebelião de Mezecius na Sicília, tomou então Taranto e Brindisi, limitando muito a influência bizantina na região. Grimualdo tomou Forlì, no norte da península Itálica e arrasou Oderzo, onde seus irmãos haviam sido assassinados anos antes (mas não a tomou). A captura que ele fez de Forlì foi vergonhosa, massacrando os fiéis durante as festividades da Páscoa. 
Enquanto combatia os bizantinos no Mezzogiorno, ele deixou Lupo, duque do Friul (663–666) como regente, no norte. Lupo, entretanto, usurpou toda a autoridade e se rebelou, mas foi esmagado por Grimualdo com a ajuda dos ávaros; seu ducado foi despojado e devastado. Grimualdo perseguiu Arnefrito (666), filho de Lupo e os eslavos seus aliados e os derrotou em Nimis. Arnefrito morreu durante a batalha. Grimualdo colocou Vectário (666–678), um inimigo dos eslavos, no ducado do Friul.
Grimualdo derrotou os francos que haviam invadido o território lombardo durante a infância de Clotário III, e aliou-se a Bertário, Asti e os ávaros, de quem ele tinha sido um refém na juventude. Salvou o nordeste da Itália ao derrotar as tribos eslavas e manteve a ordem interna do reino, mediante a supressão das revoltas que pretendiam a autonomia dos ducados de Friul e de Espoleto, onde ele instalou Transamundo I (665-703).

## Religião
A sua religião permaneceu ariana, apesar de seu casamento com uma católica. Com isto ele afastou-se do Papado. No entanto, ele permitiu o culto a São Miguel - cuja devoção se espalhava fortemente no Monte Gargano - como o guerreiro protetor da nação lombarda. 

## Morte e sucessão
Morreu em 671, depois de concluir um tratado com os francos e foi sucedido por Bertário, a quem tinha exilado. Foi um governante popular, conhecido pelas virtudes, pela generosidade e misericórdia e por sua ferocidade e crueldade na guerra. Seu filho, Romualdo foi afastado da autoridade central e enviado para Benevento, e seu outro filho Garibaldo não foi eleito para sucedê-lo em virtude de sua juventude, permaneceu no poder durante três meses apenas e foi deposto pelos partidários de Bertário.